# JB Eigenbilzen

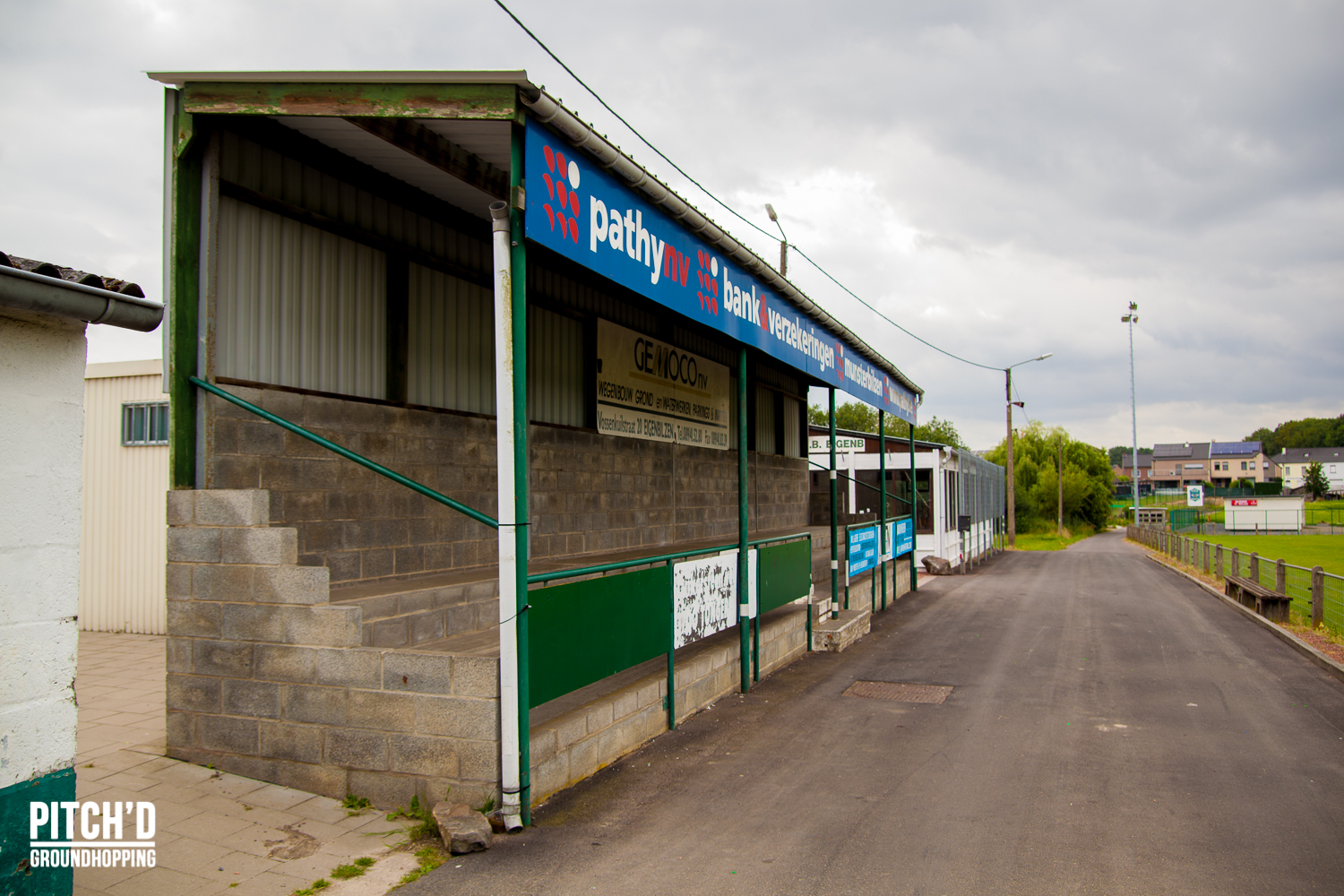
Stadion JB Eigenbilzen

JB Eigenbilzen is een Belgische voetbalclub uit Eigenbilzen. De club is aangesloten bij de KBVB met stamnummer 7172 en heeft groen en wit als kleuren.

## Geschiedenis
In 1966 namen de stamgasten van café Jungle bar het initiatief een voetbalclub op te richten. Men ging spelen in de liefhebbersbond. In 1968 maakte men dan uiteindelijk de overstap naar de Belgische Voetbalbond. Daar ging men van start in de laagste provinciale reeksen, toen de Derde Provinciale.
JB Eigenbilzen bleef de volgende decennia met wisselende resultaten in de provinciale reeksen spelen, waarbij men zelfs even opklom tot in Tweede Provinciale. De meeste seizoenen speelde men echter in Derde en Vierde Provinciale.

## Resultaten
| Seizoen | Klasse | Klasse | Klasse | Klasse | Klasse | Klasse | Klasse | Klasse | Klasse | Reeks                                                    | Punten                                                   | Opmerkingen                                              |
|         | I      | I      | II     | III    | IV     | P.I    | P.II   | P.III  | P.IV   |                                                          |                                                          |                                                          |
| ------- | ------ | ------ | ------ | ------ | ------ | ------ | ------ | ------ | ------ | -------------------------------------------------------- | -------------------------------------------------------- | -------------------------------------------------------- |
| 2004/05 |        |        |        |        |        |        |        | 6      |        | Derde prov. Lim. D                                       | 43                                                       |                                                          |
| 2005/06 |        |        |        |        |        |        |        | 11     |        | Derde prov. Lim. C                                       | 33                                                       |                                                          |
| 2006/07 |        |        |        |        |        |        |        | 9      |        | Derde prov. Lim. B                                       | 39                                                       |                                                          |
| 2007/08 |        |        |        |        |        |        |        | 15     |        | Derde prov. Lim. D                                       | 20                                                       |                                                          |
| 2008/09 |        |        |        |        |        |        |        |        | 10     | Vierde prov. Lim. D                                      | 39                                                       |                                                          |
| 2009/10 |        |        |        |        |        |        |        |        | 7      | Vierde prov. Lim. D                                      | 47                                                       |                                                          |
| 2010/11 |        |        |        |        |        |        |        |        | 1      | Vierde prov. Lim. D                                      | 70                                                       | Kampioen                                                 |
| 2011/12 |        |        |        |        |        |        |        | 15     |        | Derde prov. Lim. C                                       | 20                                                       |                                                          |
| 2012/13 |        |        |        |        |        |        |        |        | 13     | Vierde prov. Lim. D                                      | 38                                                       |                                                          |
| 2013/14 |        |        |        |        |        |        |        |        | 7      | Vierde prov. Lim. D                                      | 47                                                       |                                                          |
| 2014/15 |        |        |        |        |        |        |        |        | 4      | Vierde prov. Lim. D                                      | 61                                                       | Verloren in eindronde                                    |
| 2015/16 |        |        |        |        |        |        |        |        | 7      | Vierde prov. Lim. D                                      | 45                                                       |                                                          |
|         | 1A     | 1B     | 1Am    | 2Am    | 3Am    | P.I    | P.II   | P.III  | P.IV   | Vanaf 2016-17 zijn er 3 nationale en 2 regionale niveaus | Vanaf 2016-17 zijn er 3 nationale en 2 regionale niveaus | Vanaf 2016-17 zijn er 3 nationale en 2 regionale niveaus |
| 2016/17 |        |        |        |        |        |        |        |        | 5      | Vierde prov. Lim. B                                      | 41                                                       | Promotie via eindronde                                   |
| 2017/18 |        |        |        |        |        |        |        | 16     |        | Derde prov. Lim. C                                       | 21                                                       |                                                          |
| 2018/19 |        |        |        |        |        |        |        |        | 6      | Vierde prov. Lim. C                                      | 56                                                       |                                                          |
| 2019/20 |        |        |        |        |        |        |        |        | 4      | Vierde prov. Lim. A                                      | 50                                                       | Seizoen vroegtijdig stopgezet door Covid-19              |
| 2020/21 |        |        |        |        |        |        |        |        |        | Vierde prov. Lim. A                                      |                                                          | Geschrapt wegens de Coronacrisis.                        |
| 2021/22 |        |        |        |        |        |        |        |        | 5      | Vierde prov. Lim. A                                      | 58                                                       | Verloren in eindronde                                    |
| 2022/23 |        |        |        |        |        |        |        |        | 5      | Vierde prov. Lim. B                                      | 48                                                       | Verloren in eindronde                                    |
| 2023/24 |        |        |        |        |        |        |        |        | 1      | Vierde prov. Lim. C                                      | 71                                                       | Kampioen                                                 |
| 2024/25 |        |        |        |        |        |        |        | 12     |        | Derde Prov. Lim. C                                       | 20                                                       |                                                          |
| 2025/26 |        |        |        |        |        |        |        |        |        | Derde Prov. Lim. C                                       |                                                          |                                                          |